# ستيوارت ميلبورن
ستيوارت ميلبورن (29 سبتمبر 1972 - ) (بالإنجليزية: Stuart Milburn)‏ هو لاعب كريكت بريطاني.

## وصلات خارجية
- ستيوارت ميلبورن على موقع إي آس بي آن كريك إنفو (الإنجليزية)